# Aleksander Kowalski

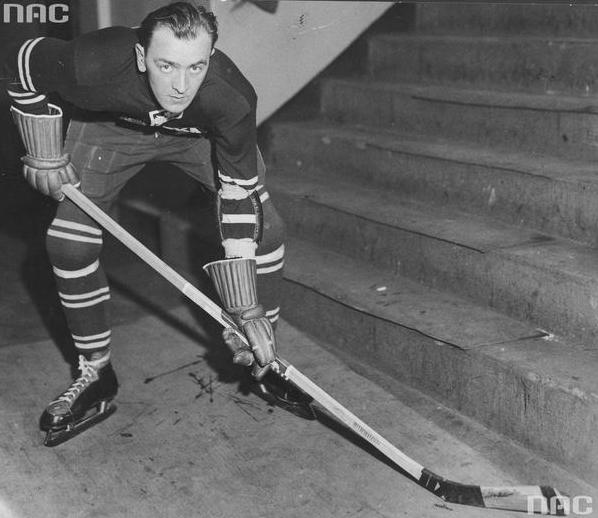

Aleksander Kowalski, född 7 oktober 1902 i Warszawa, död i 3 april 1940 i Katyn, var en polsk ishockeyspelare. Han var med i det polska ishockeylandslaget som kom på delad åttonde plats i Olympiska vinterspelen 1928 i Sankt Moritz och på fjärde plats i Olympiska vinterspelen 1932 i Lake Placid.